# Сакрофано
Сакрофа̀но (на италиански: Sacrofano) е градче и община в Централна Италия, провинция Рим, регион Лацио. Разположено е на 260 m надморска височина. Населението на общината е 7508 души (към 2010 г.).